# Жозе Вісенте Барбоза ду Бокаже
Жозе Вісенте Барбоза ду Бокаже (порт. José Vicente Barbosa du Bocage) (2 травня 1823 — 3 листопада 1907) — португальський зоолог і політик. Був хранителем зоології в Національному музеї в Лісабоні. Опублікував безліч робіт про ссавців, птахів і риб. У 1880 році він став міністром військово-морського флоту, а пізніше міністром закордонних справ Португалії.

## Біографія
З 1839 по 1846 р., Бокаже навчався в Університеті Коїмбри. Він став професором кафедри зоології в політехнічній школі Лісабона (пізніше факультету природничих наук Університету Лісабона) в 1851, де він викладав протягом 30 років. У 1858 році він також став науковим керівником і куратором зоології Музей природної історії Політехнічної школи. Його робота в музеї полягала в придбанні, описі та координації колекції, багато зразків до якої прибули з португальських колоній в Африці.
Він пішов з освітньої діяльності в 1880 році, але залишився директором музею, поки не присвятив своє життя політиці, спочатку як міністр військово-морського флоту і заморських володінь, а пізніше як міністр закордонних справ з 1883 по 1886 рік.

## Описані таксони

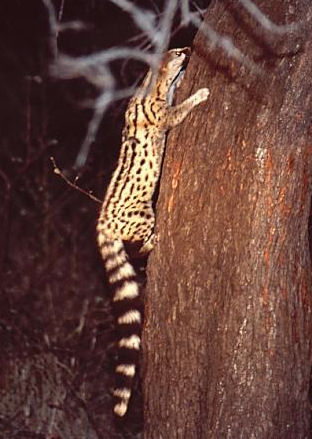
Genetta angolensis
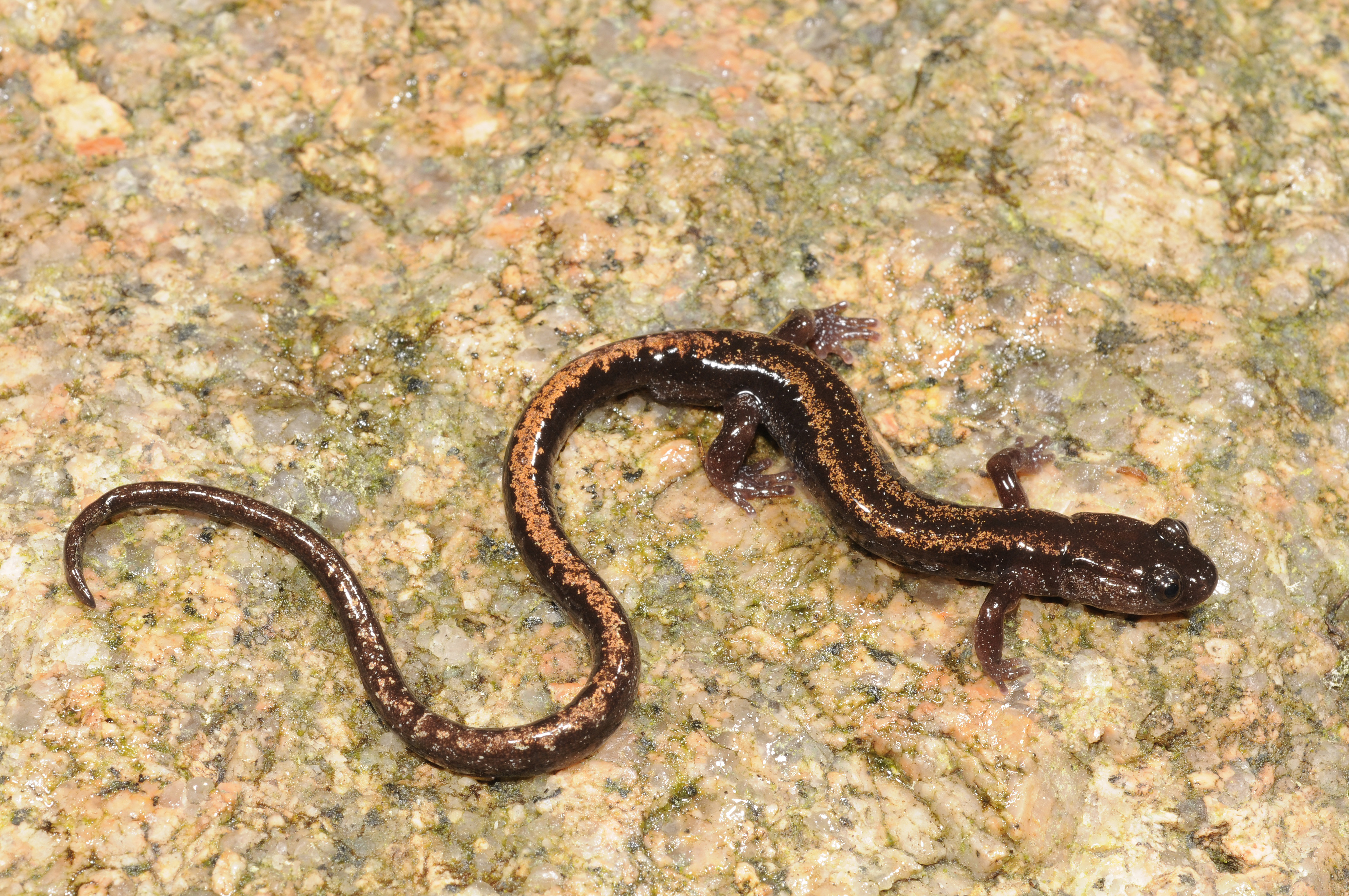
Саламандра лузітанська
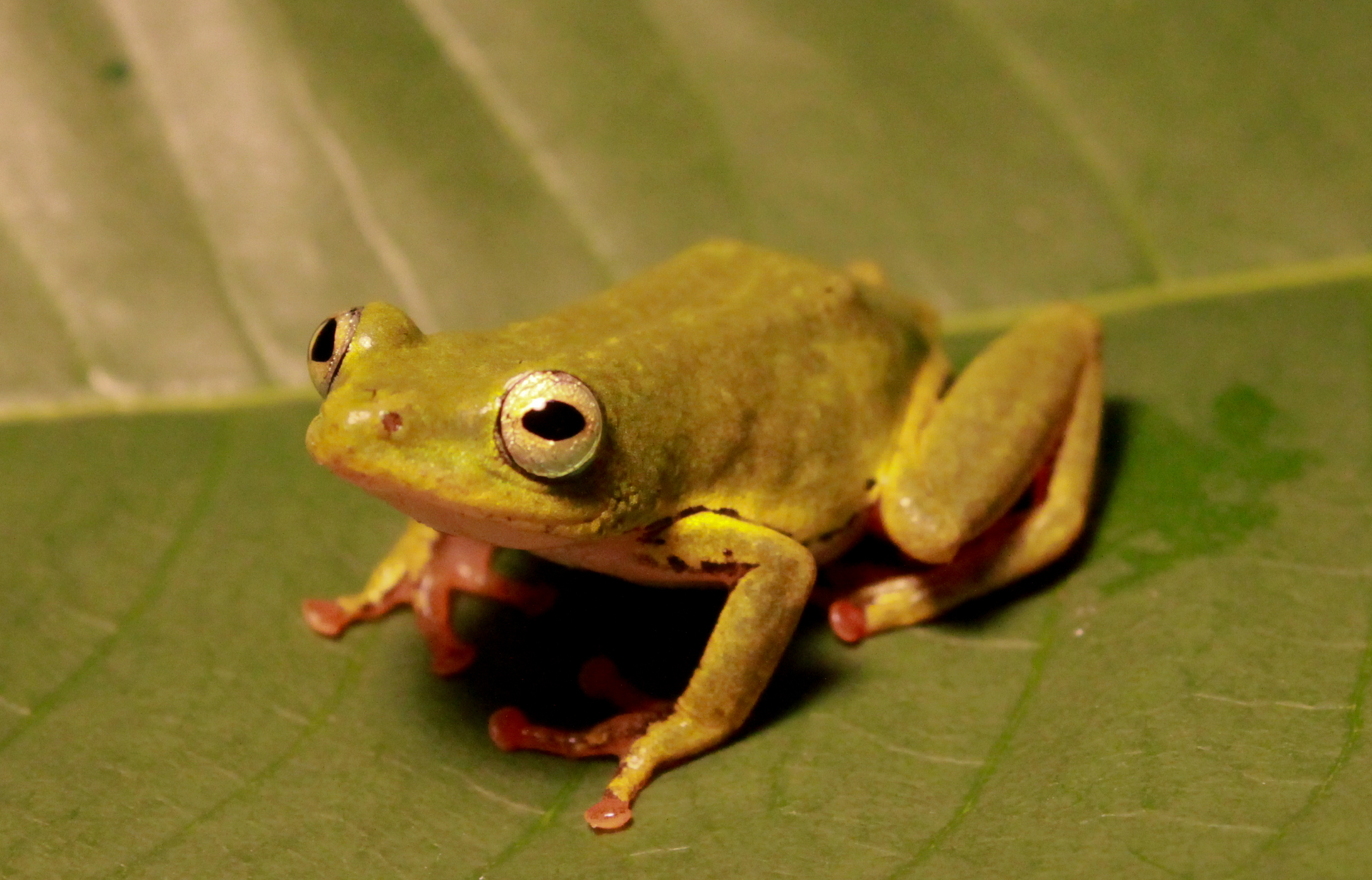
Hyperolius cinnamomeoventris
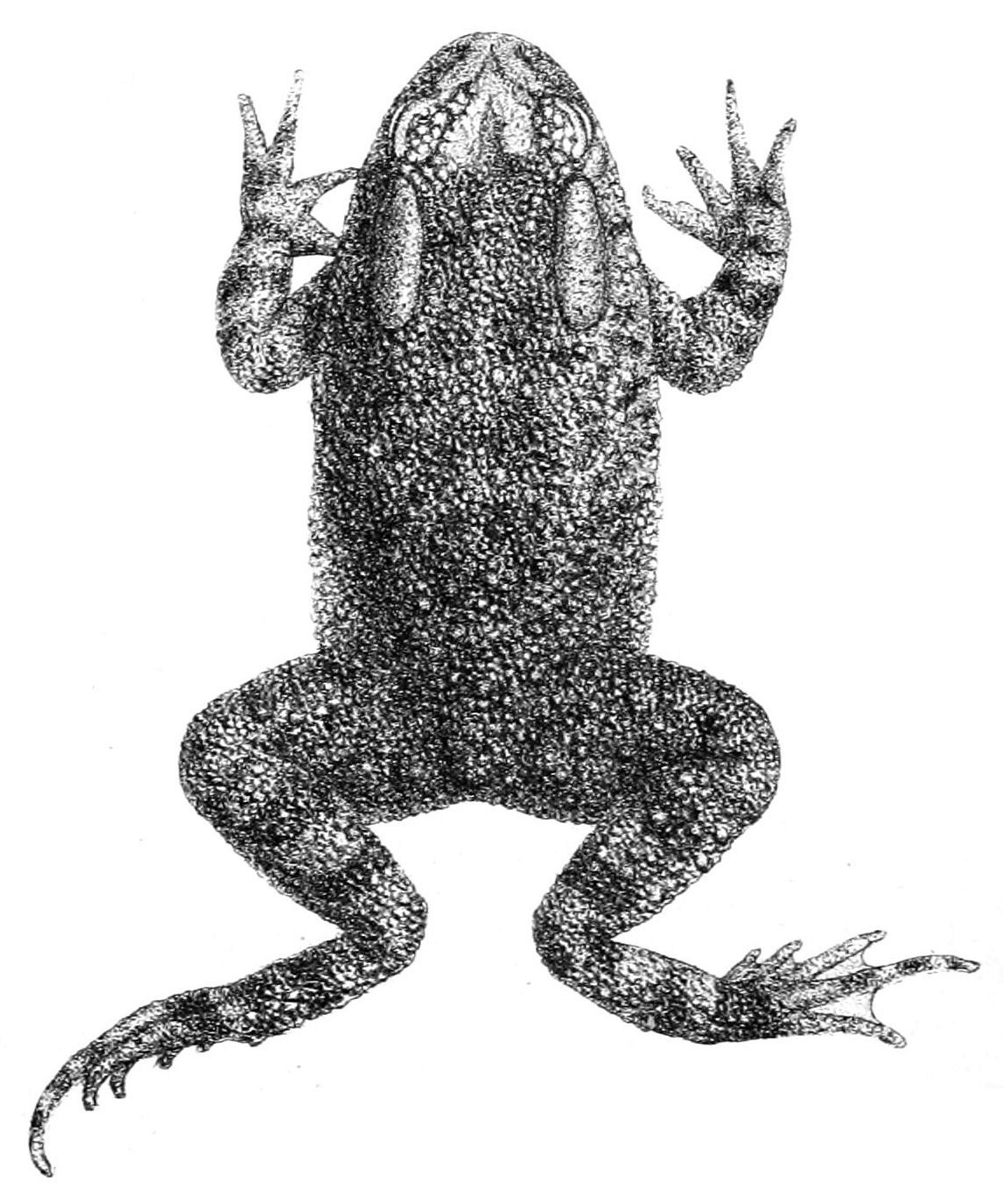
Amietophrynus funereus
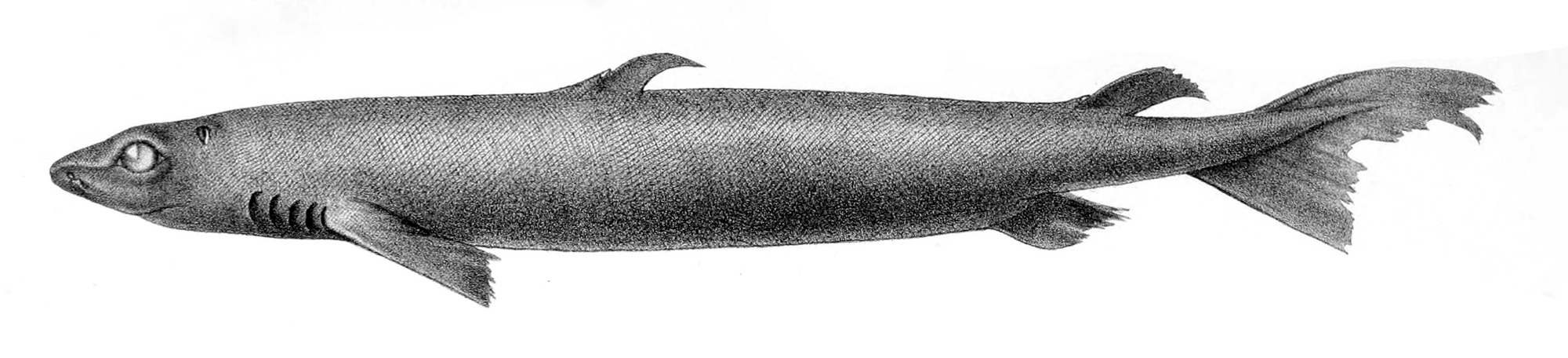
Centroscymnus coelolepis
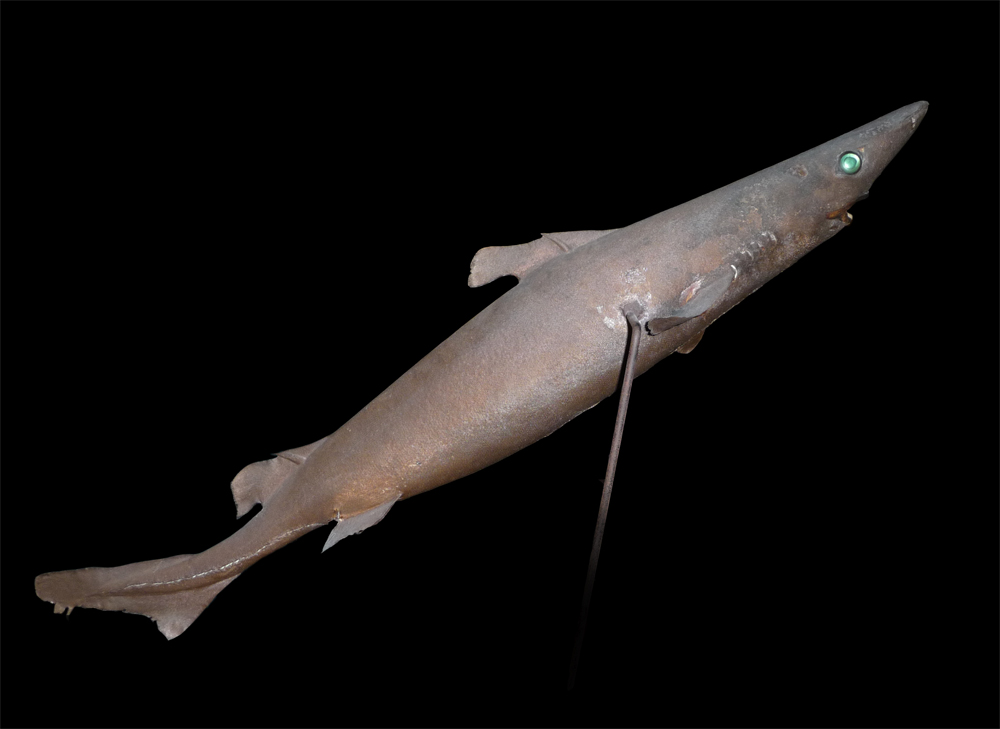
Centroselachus crepidater
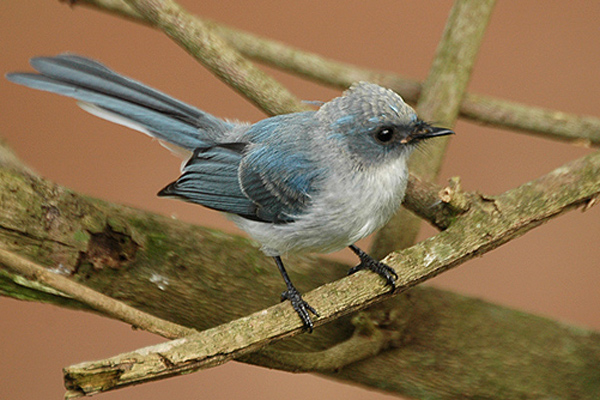
Elminia albicauda
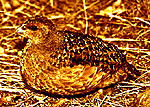
Pternistis hartlaubi
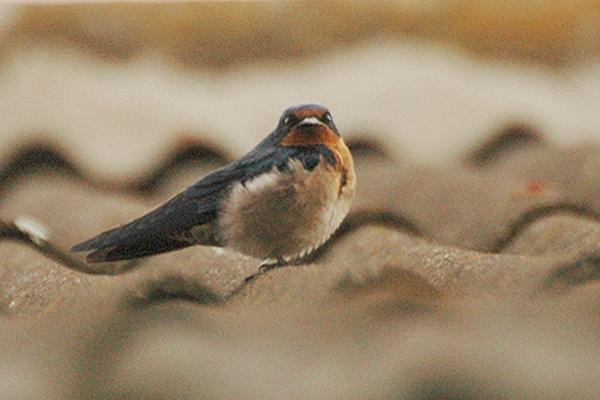
Hirundo angolensis
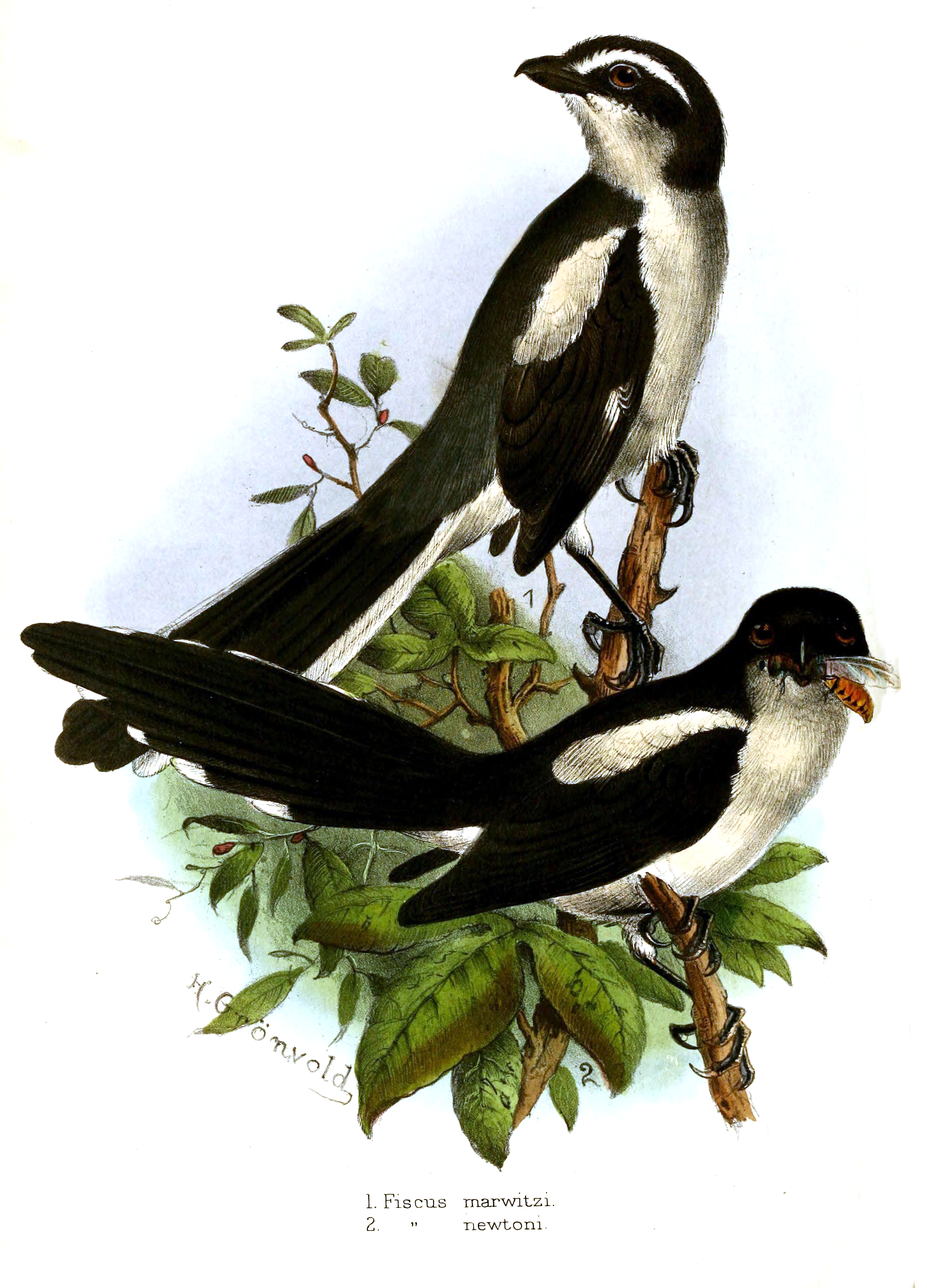
Lanius newtoni